# Адакс
Адакс, антилопа адакс або антилопа мендес (Addax nasomaculatus) — африканська антилопа підродини шаблерогих антилоп, єдиний вид в однойменному роді. Ендемік Африки.

## Походження назви
Родова назва тварини походить від слова addax — «дика тварина з закрученими рогами» — місцева назва тварини. Видовий епітет походить від слова nasus, від латинського «ніс», macula — «пляма» латиною, тобто nasomaculatus можна перекласти як «заплямований ніс», бо білі плями контрастують на фоні темнішої голови.

## Зовнішній вигляд
Адакси мають піщане, майже біле забарвлення влітку, змінюючи на темніший, сірувато-коричневого відтінку, взимку. Шерсть коротка та гладка. Білі плями розміщені на вухах, череві, кінцівках, на переносиці — біла Х-подібна смужка, на чолі — жмуток чорно-бурого волосся. На горлі довге волосся. Голова та передня частина тіла темніші. Роги тонкі, спірально закручені в 1,5-3 оберти, є як у самців, так і у самиць і досягають 60-109 см довжини у самців та 80 см у самиць; спрямовані назад. Широкі копита мають пласку підошву, яка може ще більше розширюватися, що допомагає тваринам пересуватися по пустелі та не провалюватись у пісках. Довжина тіла 150—170 см, висота в плечах 95-115 см, довжина хвоста 25-35 см; самиці трохи більші від самиць. Маса тіла 60-125 кг.

## Ареал
Раніше траплявся на південних окраїнах пустелі Сахари від Мавританії до Єгипту та Судану. Сучасний ареал зменшився до декількох пустельних районів: в північно-східному Нігері, північному та центральному Чаді, північно-західному Малі, східній Мавританії, південній Лівії та північно-західному Судані. За іншими даними популяція адаксів лишилась лише на кордоні Мавританії та Малі. Адакси зустрічаються в піщаних та кам'янистих пустелях; не обмежуються територіями та мандрують у пошуках їжі по всій зоні поширення, рухаючись за дощами.

## Харчування
Тварини харчуються в пустелі травами, а також листками та паростками низькорослими чагарниками. Вони долають великі відстані по Сахарі в пошуках рослинності. Адакси найбільш пристосовані до життя в пустелі серед інших антилоп. Вони залишаються без води більшу частину свого життя, а необхідний для виживання запас отримують від рослин, якими харчуються.

## Поведінка

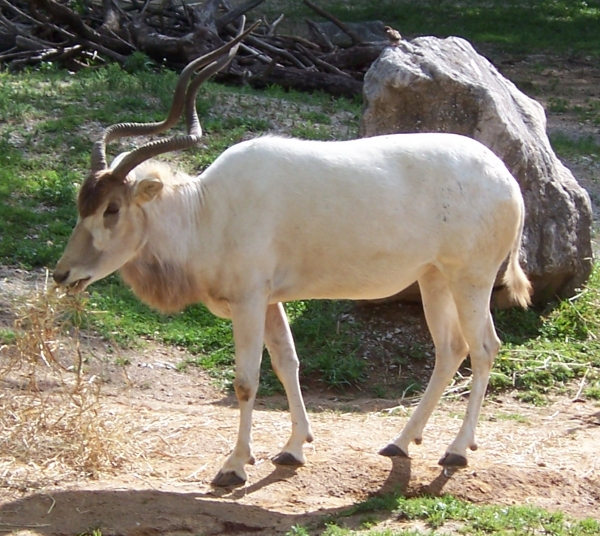

Тварини найактивніші від вечірніх сутінків до світанку, найпрохолодніший час у Сахарі. Адакси рухаються по пустелях в стаді з 5-20 голів, яке веде за собою дорослий самець. Але під час міграцій, які антилопи здійснюють для пошуків нових пасовищ, об'єднуються в більші стада. Щоб уникнути сильних вітрів та сліпучого сонця тварини риють передніми ногами в піску заглиблення, в яких вони відпочивають, часто в тіні кущів або великих каменів. Тварини пристосовані до спекотного клімату завдяки здатності підвищувати температуру свого тіла більше ніж інші ссавці, що мінімізує втрати води при потінні тварин для охолодження. Самці встановлюють свою власну територію, намагаючись утримати готових до парування самиць в межах цієї території, де один самець спаровується з декількома самицями. У тварин існує соціальна ієрархія, в якій старші тварини стоять на вищому щаблі. Адакси не можуть досягнути дуже великої швидкості бігу і тому часто стають здобиччю більш швидких хижаків.

## Розмноження
Парування відбувається протягом усього року з ростом народжуваності взимку та ранньою весною. Період вагітності триває 257—264 днів, після якого переважно народжується одне маля, яке через годину вже може ходити та бігати. Як і в інших антилоп, молоддю піклуються тільки самиці. Молоді адакси відлучаються від матері у віці 1 року. Самці досягають статевого дозрівання у віці 24 місяців, самиці — на друге або третє літо. В неволі тварини можуть жити до 25 років.

## Збереження

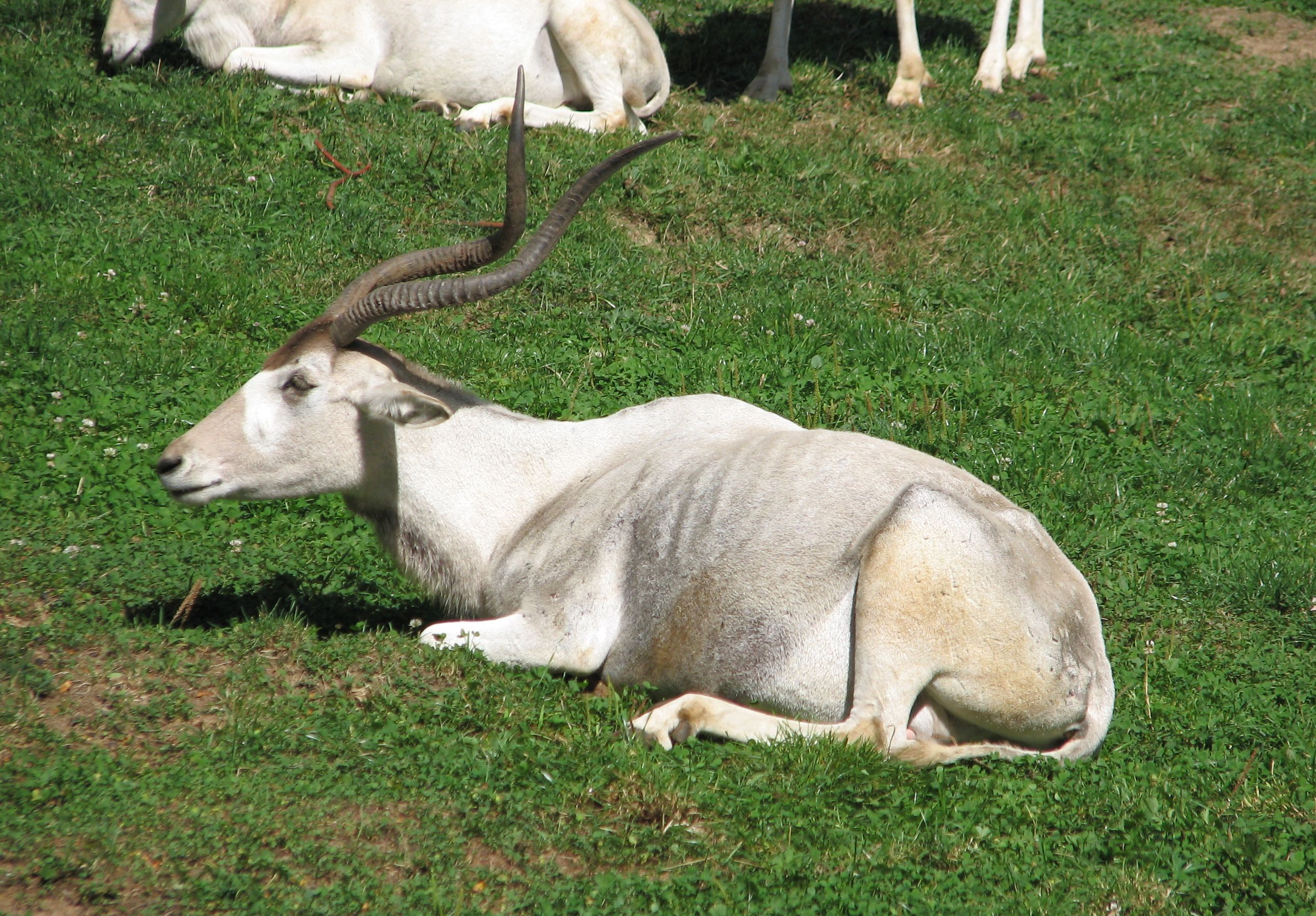
Адакс в зоопарку Оломоуца, Чехія

Адакси — важкі та повільні тварини, що робить їх легкою здобиччю для людей з сучасною зброєю. Полювання зменшило та знищило популяції цих тварин на багатьох територіях їхнього природного поширення. М'ясо та шкіра високо цінується місцевими мешканцями, які використовують шкіру для виробництва взуття. Туристи на автомобілях переслідують тварин поки ті не помирають від виснаження та втоми. Опустелювання саванних земель та збільшення чисельності людей, затяжні війни та посухи в регіонах сприяють зменшенню популяції адаксів. У наш час[коли?] адакси одні з найменш численних ссавців у світі — менш ніж 250 диких тварин. Тварини, що залишилися, заселяють тільки невелику частину свого ареалу. На жаль, гідний захист тварин на територіях їх поширення неможливий через велику віддаленість та неприступність пустельних районів, де вони ще живуть. Впровадження народжених в неволі особин до безпечних заповідників у їхньому природному середовищі, є єдиною надією на виживання виду в дикій природі. В неволі налічується понад 1000 особин, проте у плані відтворення природної популяції залучені тільки понад 200. Тварини занесені до Червоного списку МСОП та внесені до списку СІТЕС. Потребують глибшого вивчення поведінки та способу життя на волі для кращої організації збереження, оскільки більшість даних про них зібрано від тварин що живуть у неволі.